# Antirefleksioni slojevi
Antirefleksioni slojevi (AR slojevi) se nanose na površinu sočiva i drugih optičkih elemenata da bi se refleksija što više umanjila, i tako povećala njihova propustljivost. Otkrio ih je nemački fizičar Aleksander Smakula 1935. godine i bili su nemačka vojna tajna sve do početka Drugog svetskog rata. Bez upotrebe AR slojeva, refleksija se može umanjiti na dva načina: ako su indeksi prelamanja dve sredine jednaki (tada ne dolazi ni do refrakcije), ili ako je prelaz između sredina postepen.

## Tipovi

### Slaganje indeksa prelamanja
Ovo je najjednostavnija forma AR slojeva koju je otkrio lord Rejli u 19. veku. Primetio je da staklo na čijoj se površini vremenom stvara tamniji talog propušta više svetlosti od novog, čistog stakla. Ovo se objašnjava time što je granična površina vazduh-staklo sada zamenjena sa dve: talog-staklo i talog-vazduh. Indeks prelamanja taloga je između indeksa vazduha i stakla. Kako je po Frenelovim jednačinama procenat odbijene svetlosti proporcionalan kvadratu razlike indeksa prelamanja, sledi da je ukupna refleksija sa potamnelim slojem manja nego refleksija kod čistog stakla.

### Apsorpcioni slojevi
Apsorpcioni AR slojevi koriste se kada nije neophodna velika propustljivost, ali je bitno umanjiti refleksiju. Sa malim brojem slojeva refleksija se efikasno smanjuje, a jeftiniji su i jednostavniji za nanošenje od neupijajućih slojeva. Najčešće se koriste titanijum nitrid (TiN) i niobijum nitrid (NbN).

### Interferentni slojevi

#### Jednoslojni premazi
Kod jednoslojnih premaza na staklo se nanosi samo jedan sloj, i to najčešće magnezijum-fluorida (MgF2), koji ima indeks prelamanja 1.38. Njegova upotreba smanjuje refleksiju sa 4% kod čistog stakla na svega 1%. Koriste se i kod interferentnih ogledala, gde je uz upotrebu strogo monohromatske svetlosti procenat apsorpcije umesto 5-10% samo 0.1%. Primenu nalaze i kod polupropustljivih ogledala, gde otprilike polovinu svetlosti propuštaju, a polovinu reflektuju. Jedan od najvećih nedostataka jednoslojnih premaza je što dobro funkcionišu samo na malim delovima vidljivog spektra. Tada se koriste tzv. višeslojni premazi.

#### Višeslojni premazi
Višeslojni premazi ili multislojevi mogu imati i do 200 premaza sa naizmenično poređanim visokim i niskim indeksima prelamanja. Najčešće se za prvi premaz koristi magnezijum-fluorid (MgF2), za drugi cirkonijum-dioksid (ZrO2), a za treći aluminijum-oksid. Druga mogućnost je da prelazi iz jednog u drugi sloj budu postepeni, pa se i tako smanjuje refleksija.

## Teorija

### Refleksija
Pri svakom prolasku svetlosti kroz sočivo deo svetlosti se reflektuje (odbija), deo se apsorbuje (upija), a deo transmituje (propušta). Na apsorpciju i refleksiju se u proseku gubi 4-5% snage, s tim da su gubici kod apsorpcije u odnosu na gubitke kod refleksije zanemarljivo mali. U opštem slučaju, procenat gubitka zbog refleksije se određuje primenom Frenelovih jednačina i važi kod svakog prelaska iz jedne sredine u drugu sa različitim indeksom prelamanja. Procenat gubitka zbog refleksije se naziva koeficijent refleksije. Računa se po formuli {\displaystyle R=({\frac {n_{2}-n_{1}}{n_{1}+n_{2}}})^{2}}, gde su n1 i 2 indeksi prelamanja sredina. Izražava se u procentima. Ako se uzme da je A koeficijent apsorpcije, a T koeficijent transmisije, po zakonu održanja energije važi {\displaystyle R+A+T=1}, tj. ukupna količina svetlosti je stalna. Gubici koji nastaju zbog refleksije ne moraju da imaju velikog uticaja ako je reč o samo jednom sočivu, ali kod optičkih sistema koji se sastoje od više sočiva (mikroskopi, foto-aparati, teleskopi itd.) ukupni gubici mogu da dosegnu i do 50%, što značajno umanjuje njihovu efikasnost.

### Primena interferencije
Interferencija je slaganje dva ili više talasa, pri čemu nastaje jedan novi talas i preraspodeljuje se energija. Može biti konstruktivna i destruktivna. Kod konstruktivne interferencije amplituda novog talasa dobija se kao zbir amplituda početnih talasa, a kod destruktivne kao razlika. Da bi se refleksija što više umanjila, može se primeniti desktruktivna interferencija. Kako je upadni ugao zraka na sočivo prema normali mali, može se smatrati da svetlosni zraci padaju na sočivo pod pravim uglom. Tada se posmatra jednostavniji slučaj interferencije, kada uticaja imaju samo debljina premaza i indeks prelamanja sloja. Da bi interferencija bila najveća moguća, dva reflektovana talasa treba da budu suprotnih faza, tj. da njihova fazna razlika bude {\displaystyle \pi } rad. Još je potrebno da njihove amplitude budu jednake. Iz uslova fazne razlike dobija se da bi debljina sloja d trebalo da bude {\displaystyle d={\frac {\Lambda }{2n_{1}}}}, ali pošto zrak prelazi dva puta debljinu sloja d, iznosi {\displaystyle d={\frac {\Lambda }{4n_{1}}}}, gde je d debljina sloja, a {\displaystyle \Lambda } talasna dužina. Ako se po Frenelovim jednačinama napiše jednakost amplituda, dobija se da bi trebalo da važi {\displaystyle n_{sloja}={\sqrt[{}]{n_{stakla}}}}. U idealnim uslovima, sloj i staklo su potpuno providni, tako da nema gubitaka i refleksija je eliminisana.

## Primene AR slojeva
Antirefleksni premazi se koriste u širokom spektru aplikacija gde svetlost prolazi kroz optičku površinu, a poželjan je mali gubitak ili niska refleksija. Primeri uključuju premaze protiv odsjaja na korektivnim sočivima i elementima sočiva kamere i antirefleksne premaze na solarnim ćelijama.

### Prirodni AR slojevi
Prirodni AR slojevi javljaju se kao nanostrukture na očima nekih insekata, npr. moljaca ili leptirica. To su izbočine visoke 200nm i široke 300nm, postavljene na šestougaonu osnovu. Ove izbočine su manje od talasnih dužina vidljive svetlosti, pa se ne detektuju kao promena sredine, već kao postepen prelaz, a tada je refleksija umanjena. Zbog toga insekti bolje vide u mraku, a pošto nema odbleska grabljivice ih slabije vide, što je forma biomimikrije-stapanja sa okolinom.

### Korektivna stakla
AR slojevi se najviše koriste kod naočara i sočiva za vid. Smanjenjem refleksije postiže se nekoliko stvari. Pošto je smanjen odblesak od stakla, ono estetski lepše izgleda, ali, što je mnogo važnije, kod noćne vožnje ili dugog rada za računarom oči se manje umaraju. Propuštanjem više svetlosti povećava se i kontrast, a time i oštrina vida. Većina korektivnih stakala ima i dodatni premaz na kome se ne zadržavaju voda i masnoće. AR slojevi su naročito pogodni za stakla sa visokim indeksom prelamanja, pošto ona bez premaza propuštaju više svetlosti nego ona sa malim indeksom. Isto tako, lakše je i jeftinije premazivati stakla koja već imaju visok indeks prelamanja.

### Kamuflaža
U Drugom svetskom ratu Nemci su pokušali da upotrebe AR slojeve da se njihove podmornice ne bi videle na neprijateljskom radaru. Koristili bi apsorpcione slojeve koji bi upijali mikrotalase određenih talasnih dužina, ali ova teorija u praksi nikada nije zaživela jer je bila suštinski nepraktična.

### Fotolitografija
Antireflektivni premazi (ARC) se često koriste u mikroelektronskoj fotolitografiji kako bi se smanjila izobličenja slike povezana sa refleksijama od površine podloge. Različiti tipovi antirefleksnih premaza se nanose pre (Bottom ARC, ili BARC) ili posle fotorezista, i pomažu u smanjenju stojećih talasa, interferencije tankog filma i spekularne refleksije.

### Solarne ćelije
Solarne ćelije su često obložene antirefleksnim premazom. Materijali koji su korišćeni uključuju magnezijum fluorid, silicijum nitrid, silicijum dioksid, titanijum dioksid i aluminijum oksid.

## Literatura
- Hecht, E. (1987). Optics (2nd изд.). Addison–Wesley. ISBN 978-0-201-11609-0.
- Boško Pavlović, Fizika drugi deo, Tehnološko-metalurški fakultet Univerziteta u Beogradu, Beograd, 2011.
- Jurgen R. Meyer-Arendt, Introduction to classical and modern optics, Prentice-Hall Inc., New Jersey
- MacLeod, H. Angus (2010). Thin-Film Optical Filters (4th изд.). Taylor & Francis. ISBN 978-1420073027.
- Moreno, Ivan; Araiza, JJ; Avendano-Alejo, M (2005). „Thin-film spatial filters”. Optics Letters. 30 (8): 914—6. Bibcode:2005OptL...30..914M. PMID 15865397. doi:10.1364/OL.30.000914.
- Evening, Martin (март 2000). Adobe Photoshop 5.5 for Photographers: A professional image editor's guide to the creative use of Photoshop for the Macintosh and PC. Focal Press. стр. 335. ISBN 0-240-51591-9. Архивирано из оригинала 2017-11-28. г.
- Albee, Timothy; Steve Warner; Robin Wood (јануар 2005). Essential lightwave 3D 8: the fastest and easiest way to master LightWave. Wordwave Publishing. стр. 434. ISBN 1-55622-082-0. Архивирано из оригинала 2017-11-28. г.
- Hullin, Matthias; Elmar Eisemann; Hans-Peter Seidel; Sungkil Lee (август 2011). „Physically based real-time lens flare rendering”. ACM Transactions on Graphics. 30 (4): 1—10. doi:10.1145/2010324.1965003.
- Keshmirian, Arash (август 2008). A physically-based approach for lens flare simulation. University of California, San Diego. Master's Thesis Publication No. 1451802.
- „J.J. Abrams Admits Star Trek Lens Flares Are 'Ridiculous'”. Io9.com. 2009-04-27. Архивирано из оригинала 2012-12-21. г. Приступљено 2012-12-06.
- Ophthalmic optics. Review of the test methods used to assess scratch and abrasion resistance of spectacle lenses, BSI British Standards, doi:10.3403/30378322u, Приступљено 2021-11-08
- Markarian, Jennifer (2009). „Additives improve scratch resistance in automotive applications”. Plastics, Additives and Compounding. 11 (2): 10—15. doi:10.1016/S1464-391X(09)70047-9.
- Akafuah, Nelson; Poozesh, Sadegh; Salaimeh, Ahmad; Patrick, Gabriela; Lawler, Kevin; Saito, Kozo (2016). „Evolution of the Automotive Body Coating Process—A Review”. Coatings. 6 (2): 24. doi:10.3390/coatings6020024 .
- Lin, Zeng; Wang, Feng; Gao, Ding; Ba, Dechun; Liu, Chunming (2013). „Frictional and Optical Properties of Diamond-Like-Carbon Coatings on Polycarbonate”. Plasma Science and Technology. 15 (7): 690—695. Bibcode:2013PlST...15..690L. doi:10.1088/1009-0630/15/7/16.
- Charitidis, C.; Laskarakis, A.; Kassavetis, S.; Gravalidis, C.; Logothetidis, S. (2004-07-01). „Optical and nanomechanical study of anti-scratch layers on polycarbonate lenses”. Superlattices and Microstructures (на језику: енглески). 36 (1): 171—179. Bibcode:2004SuMi...36..171C. ISSN 0749-6036. doi:10.1016/j.spmi.2004.08.015.
- Wu, Yi; Yan, Kai; Xu, Guilin; Yang, Chenguang; Wang, Dong (2021-10-01). „Facile preparation of super-oleophobic TiO2/SiO2 composite coatings by spraying method”. Progress in Organic Coatings (на језику: енглески). 159: 106411. ISSN 0300-9440. doi:10.1016/j.porgcoat.2021.106411.
- „Polysilazanes—Binders That Make a Difference to Surfaces”.
- „Abrasion & Wear Resistance in Paint & Coatings: Basics & Test Methods”.

## Spoljašnje veze
- Browser-based thin film design and optimization software
- Browser-based numerical calculator of single-layer thin film reflectivity
- Izračunavanje potrebne debljine sloja